# Apollo 12
Apollo 12 a fost al șaselea zbor cu echipaj din programul Apollo al Statelor Unite și al doilea care a aterizat pe Lună. A fost lansat la 14 noiembrie 1969, de la Kennedy Space Center, Florida, la patru luni după Apollo 11. Comandantul Charles "Pete" Conrad și pilotul Modulului Lunar Apollo Alan L. Bean au efectuat puțin peste o zi și șapte ore de activitate pe suprafața lunară, în timp ce pilotul Modulului de Comandă Richard F. Gordon a rămas pe orbita lunară. Locul de aterizare pentru misiune a fost situat în partea de sud-est a Oceanus Procellarum.
La 19 noiembrie, Conrad și Bean au realizat o aterizare precisă în locul prevăzut, la o distanță scurtă de de locul sondei robotice Surveyor 3, care aterizase la 20 aprilie 1967. Au transportat prima cameră de televiziune color pe suprafața lunară de pe un zbor Apollo, însă transmisia s-a pierdut după ce Bean a întors accidental camera spre Soare și senzorul camerei a fost distrus. În una din cele două călătorii lunare, ei au vizitat Surveyor 3 și au îndepărtat unele părți pentru întoarcerea spre Pământ.
Modulul Lunar Intrepid s-a ridicat de pe Lună la 20 noiembrie și s-a conectat cu modulul de comandă, care apoi, după ce și-a încheiat a 45-a orbită lunară, a călătorit înapoi spre Pământ. Misiunea Apollo 12 s-a încheiat la 24 noiembrie printr-o amerizare de succes.